# Archivo Histórico Provincial de Ávila
El Archivo Histórico Provincial de Ávila se crea en cumplimiento del Decreto de 12 de noviembre de 1931 de los Ministerios de Justicia e Instrucción Pública por el que 

los Protocolos Notariales de más de cien años de antigüedad quedan incorporados al servicio del cuerpo facultativo de Archiveros, Bibliotecarios y Arqueólogos para reorganizarlos como Archivos Históricos.

## Cronología
- 1931 Tiene lugar la sesión de constitución del Archivo Histórico Provincial de Ávila el 19 de noviembre, siendo el primer archivo histórico provincial creado.[2] En esta misma sesión se designa el edificio de propiedad estatal conocido como "Museo y Biblioteca teresianos" como sede del mismo.[3]

- 1932 Toma posesión como primer director el Sr. Fernando Rodríguez Guzmán. Comienza la llegada de documentos con 1.099 legajos notariales.[3]

- 1934 El Archivo es formalmente inaugurado.[3]

- Años 60 Comienza en el solar de "El Corralón" (hoy conocido como "Corralón Carmen Pedrosa", directora del archivo de 1951 a 1985) la construcción de la "Casa de Cultura" que incluye un espacio para el Archivo Histórico Provincial.[3]

- 1964 Con las obras aún sin finalizar comienzan el traslado de los archivos.[3]

- 1986 El Ministerio de Cultura inició unas gestiones para dotar de una nueva sede al Archivo, cuyo resultado fue la cesión de la antigua Prisión Provincial por parte del Ministerio de Justicia.[3]

- 1996 Comienzan las obras.

- 1999 Finalización en enero. El 7 de julio es inaugurado el nuevo Archivo.[3]

## Edificio e instalaciones
La actual sede del Archivo está en la plaza Concepción Arenal, en un edificio declarado BIC de dilatada historia, primero como Iglesia de San Silvestre, más tarde como convento del Carmen Calzado, fundado en 1361 y desde 1852, tras la desamortización de bienes eclesiales en el siglo XIX, Cárcel Provincial.
El edificio cuenta con más de 4.700 m², repartidos en cuatro plantas. Dispone de una biblioteca auxiliar con un fondo de 12.000 volúmenes 
Posee una sala de investigadores que cuenta con 18 puestos individuales, una sala de consulta para grupos de 8 plazas y 2 lectores de microfilme.

## Contenido

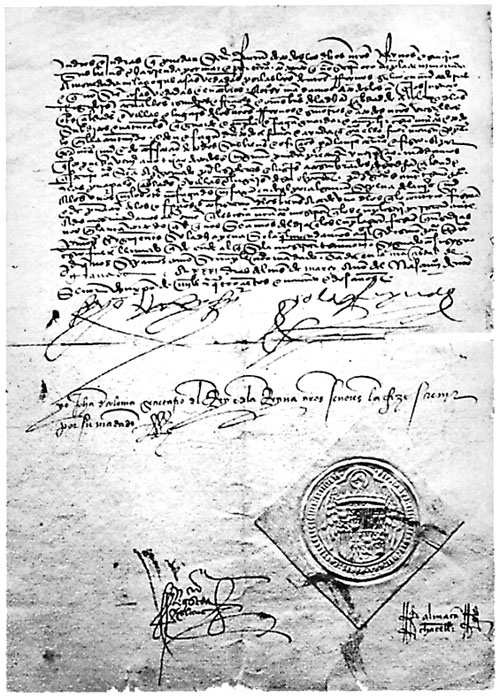
Decreto de la Alhambra

Los fondos del archivo están compuestos por más de 70 000 cajas, con documentos que van desde el año 1230 hasta la actualidad. Están clasificados en archivos públicos, privados y colecciones. Los públicos acogen documentos judiciales de los siglos XVI al XIX, documentos de fe pública y de la administración central y local desde el siglo XVIII. Los archivos privados acogen documentos referidos a la familia Tapia y otras familias abulenses y comienzan en el año 1450; otros corresponden a las Sociedades Militares de Retirados de Ávila. Las Colecciones incluyen carteles, sellos y fotografías.
Algunos de los tesoros que alberga este inmueble son entre otros: una copia del Decreto de la Alhambra que supuso la expulsión de los judíos, proclamado por los Reyes Católicos en el siglo XV; el Privilegio Rodado de Alfonso X, en el que concede el fuero real a Ávila o una reproducción de la Constitución de 1812.